# 官能昔話
『官能昔話』（かんのうむかしばなし）は、オトメイト×5pb.より発売された古典名作を官能小説にアレンジした朗読型ドラマCDシリーズ。及び2012年1月19日にオトメイト・アイディアファクトリーより発売されたPSP用ゲームソフトの『官能昔話 ポータブル』。女性向け作品が特徴で、全て立体音響効果のある「3Dダミーヘッドマイク」にて収録した人気男性声優陣による美声で朗読している。官能的な物語が描かれた。

## 登場キャラクター
案内人
声 - 井上和彦
主人公。
一寸法師
声 - 鈴木達央
かぐや姫
声 - 神谷浩史
人魚姫 / 王子
声 - 櫻井孝宏
マッチ売りの少女
声 - 遊佐浩二
雪の女王
声 - 宮野真守
耳なし芳一
声 - 保志総一朗
道成寺
声 - 小山力也
番町皿屋敷 / 青山播磨
声 - 下野紘
ヘンゼル / グレーテル
声 - 鳥海浩輔
レダ / 白鳥（ゼウス）
声 - 近藤隆
織田信長
声 - 鈴村健一
細川忠興
声 - 平川大輔
伊達政宗
声 - 三木眞一郎
青ひげ
声 - 森久保祥太郎
見習い案内人
声 - 増田俊樹

## CDシリーズ
| 枚               | 発売日         | タイトル                                 | ジャケットイラスト | 規格品番     |
| ドラマCD         | ドラマCD       | ドラマCD                                 | ドラマCD           | ドラマCD     |
| ---------------- | -------------- | ---------------------------------------- | ------------------ | ------------ |
| 1                | 2009年1月21日  | 官能昔話                                 | キリシマソウ       | VGCD-0159    |
| 2                | 2009年5月27日  | 官能昔話2 〜アンデルセン童話〜           | カズキヨネ         | VGCD-0164    |
| 3                | 2009年7月23日  | 官能昔話3 〜怪談〜                       | あづみ冬留         | VGCD-0169    |
| 4                | 2009年11月26日 | 官能昔話4 〜グリム童話〜                 | カズアキ           | VGCD-0177    |
| 5                | 2010年3月25日  | 官能昔話5 〜ギリシャ神話〜               | ひだかなみ         | VGCD-0186    |
| 6                | 2010年9月23日  | 官能昔話6 〜戦国恋絵巻〜                 | 桐矢隆             | VGCD-0203    |
| 7                | 2011年5月25日  | 官能昔話7 〜日本昔話〜                   | 山本佳奈           | FVCG-1153    |
| 8                | 2012年12月26日 | 官能昔話8 〜お姫様物語〜                 | 小田すずか         | FVCG-1225    |
| 生朗読イベントCD |                |                                          |                    |              |
| ※                | 2010年4月7日   | 官能昔話 〜宴の後〜                      | キリシマソウ       | VGCD-0187/9  |
| 特別編           |                |                                          |                    |              |
| ※                | 2011年2月23日  | 官能昔話 特別編 〜ロミオとジュリエット〜 | 石据カチル         | FVCG-1140    |
| CD-BOX           |                |                                          |                    |              |
| ※                | 2011年11月30日 | 官能昔話 官能BOX                         | 倉花千夏           | FVCG-1186/92 |

## テーマソング
PSP用ソフト『官能昔話 ポータブル』テーマソング「jester」
作詞 - VALSHE、作曲 - minato、編曲 - 齋藤真也、歌 - VALSHE